# Панченко, Дмитрий Иванович (невропатолог)
Дмитрий Иванович Панченко — советский хозяйственный, государственный и политический деятель, доктор медицинских наук, профессор, заслуженный деятель науки УССР.

## Биография
Родился в 1906 году в селе Куцовка. Член КПСС с 1926 года.
С 1929 года — на хозяйственной, общественной и политической работе. В 1929—1978 гг. — врач-невропатолог в больницах Украинской ССР, врач-невропатолог в рядах Советской Армии после окончания Военно-медицинской академии, участник Великой Отечественной войны, главный невропатолог Северо-Кавказского фронта, главный невропатолог отдельной Приморской армии, заведующий кафедрой нервных болезней, ректор Львовского медицинского института, заведующий кафедрой нервных болезней Киевского ГИДУВ и одновременно главный невропатолог Министерства здравоохранения УССР.
Умер в Киеве после 1985 года.